# Gastronomia de Bolívia
La gastronomia de Bolívia és la gastronomia tradicional a les cultures i regions que es troben a Bolívia. És una cuina típicament americana, amb bases i ingredients americans i una influència notable de la cuina de l'Imperi Espanyol durant el seu domini del territori, bàsicament mediterrània, europea i magribina. Abans del contacte amb Europa hi van influir diverses civilitzacions com per exemple probablement la de Tiwanaku. Altres cultures europees que hi han influït inclouen la croata i la italiana, a més de la dels Balcans i la germànica, introduïdes per onades massives d'immigrants polonesos, russos, etc. La geografia i el clima influeixen als ingredients utilitzats i a la manera de preferir cuinar-los segons el gust local, diferenciant a grans trets la gastronomia de les zones tropicals, les andines dels cims dels Andes (cuina andina) i les de les valls.
Es basa en cereals (blat, blat de moro i quinoa), patates (fresques i als Andes també deshidratades) i carn. Alguns altres ingredients típics són l'arròs, l'ou, el bitxo, Altres ingredients són el tomàquet, el pebrot, la quinoa, arròs, el formatge, el pollastre, la vedella, algunes hortalisses en petites quantitats, com la ceba, la iuca en alguns indrets i molt habitualment la banana a l'àrea tropical. Hi ha productes cuinats a la graella, fregits, guisats, sopes i panades. En general dolç és menys freqüent que a la cuina europea, tot i això l'esmorzar pot ser dolç, amb bunyols o pa amb mel o melmelada, per exemple, i al berenar són típiques les galetes maria. En canvi, sí que ho són tota mena de begudes calentes, incloent cafè, te, mate, api andí i aloja, i també existeixen nombroses begudes alcohòliques tradicionals.

## Plats

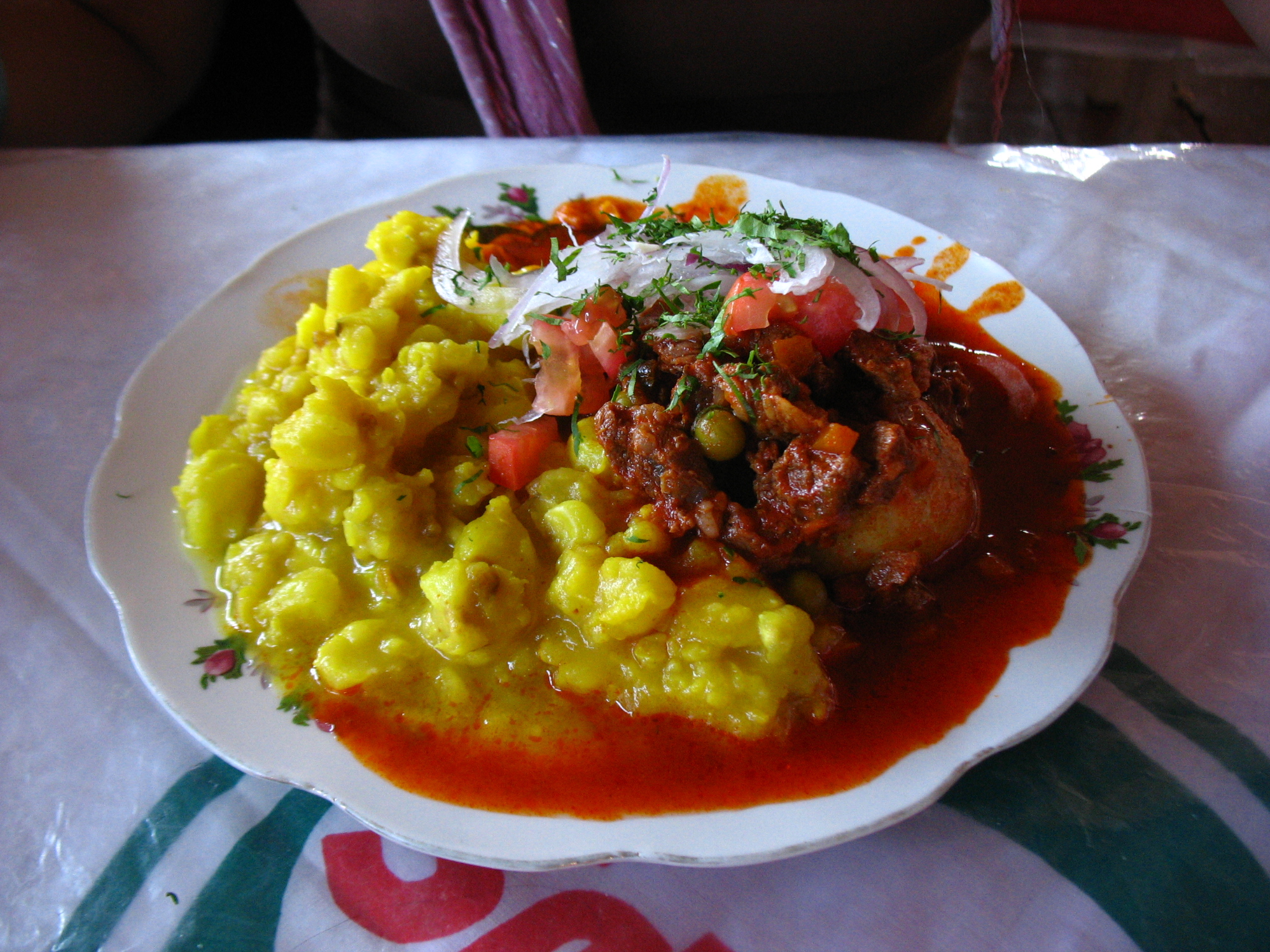
Carn amb salsa de bitxo acompanyada de dacsa i patata deshidratada

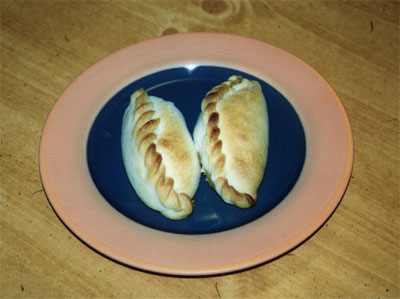
Les salteñas són panades de carn

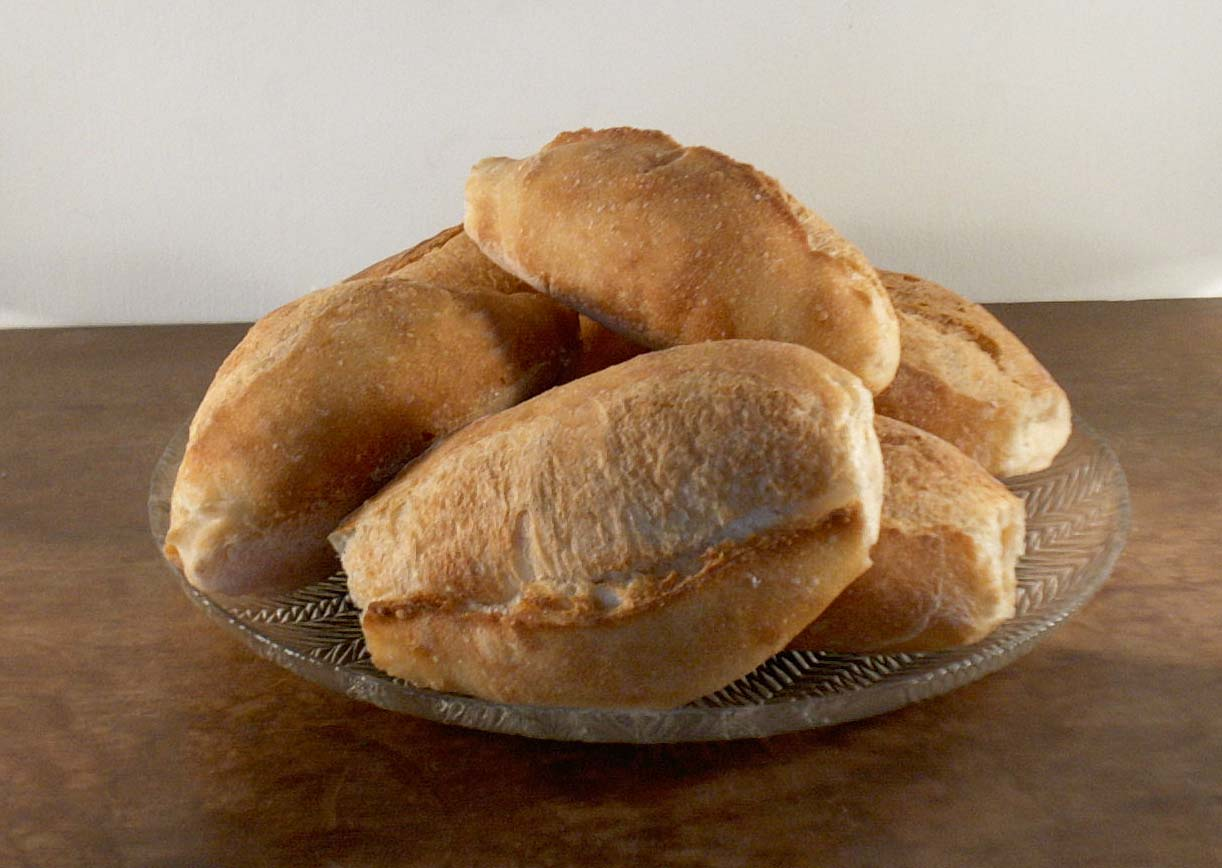
Pa bolivià

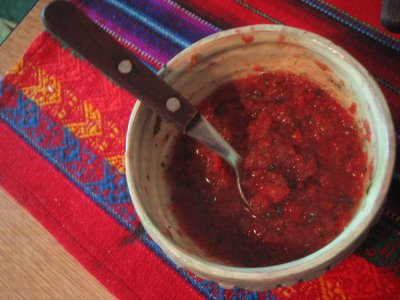
La llajua és una salsa picant boliviana que podria recordar un gaspatxo de tomàquet, pebrot, ceba i bitxo

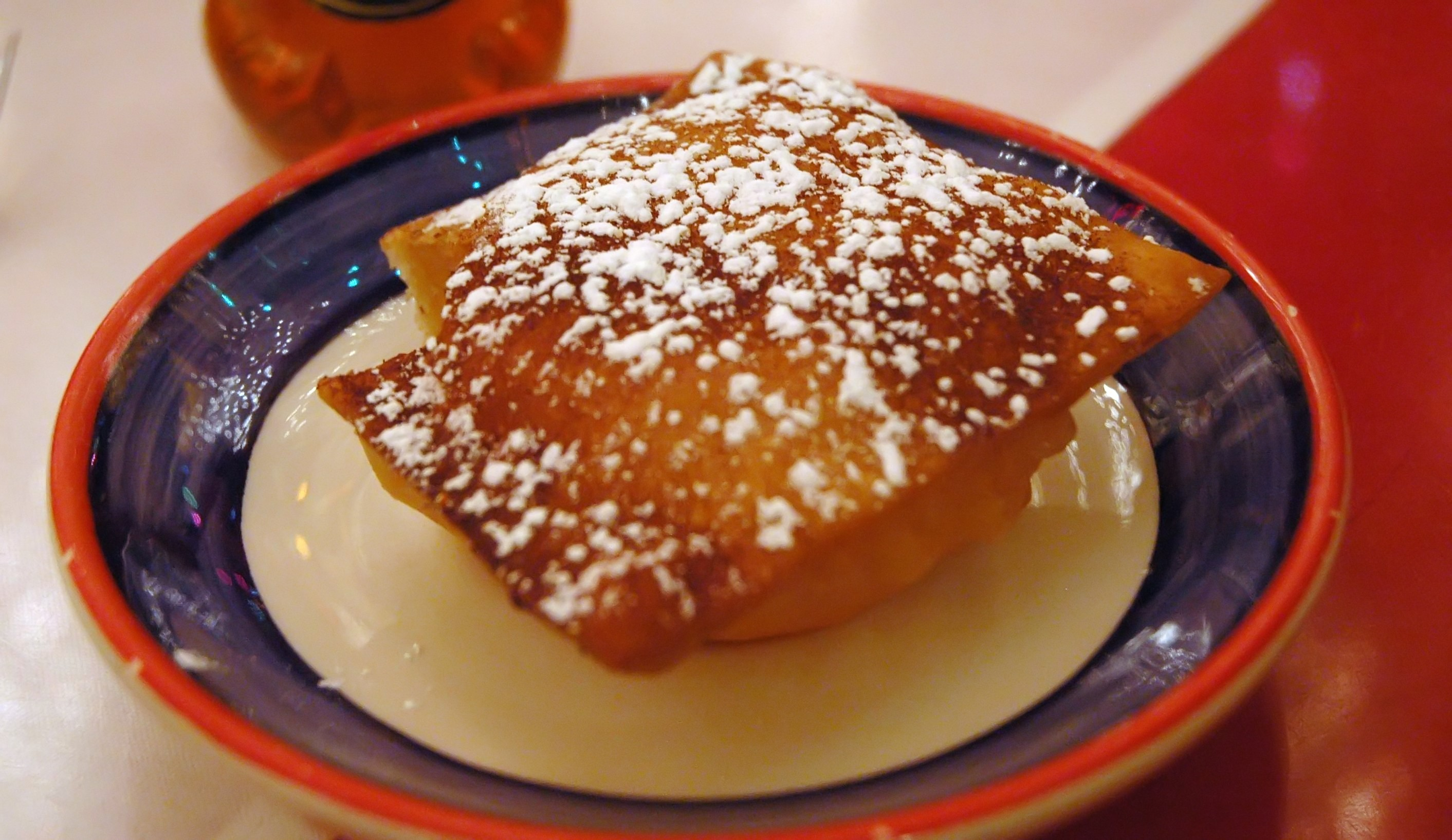
Com a altres països sud-americans, anomenen sopaipillas a les orelletes

Les carns poden estar rostides, servides amb salses a base de tomàquet i bitxo, o guisades. S'acompanyen de blat de moro, arròs, patata o iuca principalment, tot i que és possible trobar fideus i amanides d'enciam, tomàquet i ceba, com a complement amb altres acompanyaments. La quinoa és originària de Bolívia, concretament de l'altiplà, a més de 3.000 metres d'altitud, i va ser l'aliment principal dels inques.
Alguns plats típics són:
- Sajta, pollastre amb salsa de bitxo
- Salteña, panada de carn
- Sillpanchu, hamburguesa prima de carn picada i marinada, sobre arròs bullit i coberta amb ou fregit
- Pique macho, carn picada amb ceba
- Uchuku, copa de bitxo amb acompanyaments
- Qaras a la brasa, xuletes de porc i patates a la brasa
- Asadito colorao, carn condimentada i amb colorant vermell cuita en el seu propi llard
- Locro, sopa d'arròs o de blat de moro blanc
- Chipilo, plàtan verd tallat a làmines molt primes i fregit en llet, degust similar al d'una galeta salada

## Dolços
Com a postres es pot menjar salat, per exemple formatge de cabra, o sinó, com a opció dolça, existeix el dolç de carabassa de cabell d'àngel (lacayote). A l'esmorzar es poden menjar bunyols dolços. També existeixen altres pastes dolces fregides, com les orelletes.

## Begudes
Entre les begudes no alcohòliques es troba el cafè, el te, la chicha, el tereré, el mate i als andes l'api i el mate de fulles de coca. L'api és una beguda dolça calenta i espessa originària dels Andes que es pren a l'esmorzar, es prepara amb blat de moro violat, canyella i claus d'espècia. A Tarija existeix l'aloja, una beguda dolça a base de cereals, que poden ser blat, dacsa o quinoa. El somó és una altra beguda local a base de cereals, en aquest cas sempre dacsa. La chicha és una altra beguda a base de dacsa que es consumeix sense alcohol a Santa Cruz i en versió alcoholitzada a altres llocs.
El licor nacional es considera que és el singani, un aiguardent similar al pisco xilè i peruà que també es fa a partir de vi destil·lat i que s'empra en molts còctels bolivians. Un exemple d'un altre licor és el cocoroco, un aiguardent de sucre de canya, com també ho és el jumechi que es fa a Santa Cruz.

## Cuines locals
A l'altiplà bolivià els plats solen ser a base de fècules i hidrats de carboni. La majoria dels plats són a base de patata, especialment de les patates deshidratades conegudes com a chuño, que se serveixen habitualment com a acompanyament però també en altres preparacions, com el brou de be amb verdures i patates, tant fresques com deshidratades.
A les valls subandines en canvi es pot cultivar una gran varietat de fruites, verdures i llegums. Malgrat això, la cuina s'hi basa també en fècules i hidrats de carboni, tot i que provinents sobretot dels cereals, especialment de diverses varietats de blat de moro. Hi destaquen les panades i els guisats de carn bovina o de pollastre.
A les regions planes més baixes la base és el blat de moro, les hortalisses són més freqüents i la iuca substitueix a la patata. Es mengen sopes de cereals (d'arròs amb carn fumada o amb pollastre, de blat de moro) i tamales. A l'est, que és molt humit, es menja sopa tapada d'arròs i carn, i la rebosteria es deixa assecar per a ser menjada després mullant-la al cafè o altra beguda. A l'oest una barreja de dacsa, pell de plàtan, sucre i llet es pot prendre fred o calent, segons com s'afegeixi la llet, i com a beguda o bé com a acompanyament de carns.